# Blizzard Entertainment
Blizzard Entertainment, Inc. — американська компанія-розробник і видавець відеоігор, заснована в Ірвайні, штат Каліфорнія, дочірня компанія Activision Blizzard. Її було засновано 8 лютого 1991 року під назвою Silicon & Synapse трьома випускниками Каліфорнійського університету в Лос-Анджелесі: Майклом Морхеймом, Френком Пірсом і Алленом Адамом. Спочатку компанія займалася створенням ігрових портів для інших студій, перш ніж перейти до розробки власного програмного забезпечення.
Blizzard Entertainment проводить зустрічі для шанувальників на BlizzCon в Каліфорнії і на Blizzard Worldwide Invitational в інших країнах, включаючи Францію і Південну Корею.

## Історія

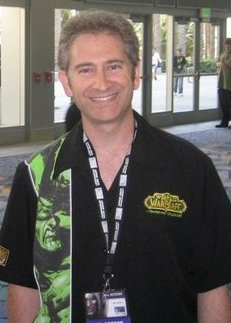
Майкл Морхейм — співзасновник і перший президент Blizzard

Blizzard Entertainment була заснована Майклом Морхеймом, Френком Пірсом і Алленом Адамом як Silicon & Synapse 8 лютого 1991 року, через рік після того, як всі троє отримали ступінь бакалавра в Каліфорнійському університеті. Спершу компанія спеціалізувалася на портуванні ігор для інших студій, таких як J.R.R. Tolkien's The Lord of the Rings, Vol.I та Battle Chess II: Chinese Chess. Першою власною грою компанії стала гоночна відеогра RPM Racing. Офіс розміщувався в Коста-Меса, штат Каліфорнія.
У 1993 були створені ігри Rock n' Roll Racing та The Lost Vikings (видані компанією Interplay Entertainment). Тоді ж журналом Video Games Magazine компанії було присуджено звання «Найкращий розробник комп'ютерних програм року». В 1994 назва компанії була змінена на Chaos Studios, але згодом виявилося, що вже існує компанія, що має у своїй назві слово Chaos, і було вирішено змінити її на Blizzard Entertainment. Того ж року, у квітні, компанію було придбано «Davidson & Associates» за 6,75 млн дол. Згодом було створено перший хіт компанії, стратегію в реальному часі Warcraft: Orcs & Humans.
В серпні 1995 року офіс було перенесено до Ірвайну, де він розміщений і досі. В жовтні Blizzard запустили власний вебсайт Blizzard.com.
Blizzard після цього змінила кілька власників. Davidson & Associates, який входив до складу Sierra Entertainment був куплений компанією CUC International в 1996 році; CUC згодом об'єдналася з компанією HFS Corporation в 1997 році. В 1998 році відкрилися дані про фінансові махінації CUC за декілька років до злиття, і компанія втратила 80 % своєї ціни протягом наступних шести місяців. Через це була продана Sierra Entertainment, яка включала Blizzard, французькому видавцю Havas в 1998. Цього ж року Havas був придбаний Vivendi. Компанія продовжувала розробляти і видавати відеоігри. В 1996 році її Warcraft II став найбільш продаваною грою року для ПК, будучи проданою в кількості 1,2 млн примірників.
У 1996, Blizzard придбала Condor Games, яка в той час працювала над грою Diablo для Blizzard. Condor був перейменований на Blizzard North, з того часу цей підрозділ розробив хіти Diablo, Diablo II, і доповнення Lord of Destruction.
Blizzard запустила власний онлайн-сервіс Battle.net в січні 1997 року, одночасно з релізом Diablo. В 1998 році вийшла гра StarCraft, яка розійшлася тиражем у 3 млн примірників за перші 3 місяці. Доповнення Brood War стало новим рекордсменом з продажів серед ПК-ігор. Гра Diablo II 2000 року стала найшвидше продаваною в історії відеоігор. 
У грудні 2000 Vivendi було придбано Universal Studios, Blizzard Entertainment стала частиною Vivendi Universal. У 2002 році компанія викупила права на 3 свої ранні проєкти, випущені ще під тайтлом Silicon & Synapse (The Lost Vikings, Rock n' Roll Racing і Blackthorne), і перевидала їх для Game Boy Advance. Видана в липні 2002 Warcraft III знову побила рекорди продажів серед ПК-ігор року.
Європейський офіс Blizzard відкрився 2004 в передмісті Парижа. У Південній Кореї того ж року відбувся перший міжнародний салон Blizzard — Worldwide Invitational. 23 листопада 2004 року Blizzard випускає World of Warcraft, кількість гравців якої за рік сягнула 4 млн.
16 травня 2005 року Blizzard оголосила про придбання Swingin' Ape Studios, розробника консольних відеоігор, який розробляв StarCraft: Ghost. Потім компанія була об'єднана з іншими підрозділами Blizzard, а StarCraft: Ghost було «відкладено на невизначений термін». В жовтні у Анахаймі (Каліфорнія) відбувся перший фестиваль BlizzCon.
У 2008 році на 59-й щорічній Technology & Engineering Emmy Award, Blizzard отримала премію за створення World of Warcraft. Того ж року завершилося злиття Vivendi і Activision, нова корпорація отримала назву Activision Blizzard.
Визначним став 2009 рік, коли доповнення Wrath of the Lich King продалося накладом 2.8 млн копій за першу добу, завдяки чому отримала статус найшвидше продаваної ПК-гри за всю історію відеоігор. Наступного року вийшла гра StarCraft II, а сервіс Battle.net було перероблено у Battle.net 2.0 з підтримкою нових ігор. В листопаді 2010 нове доповнення до World of Warcraft, Cataclysm встановило черговий рекорд як найшвидше продавана гра всіх часів, випередивши Wrath of the Lich King. В 2012 році і цей рекорд було побито з виходом Diablo III.
Першою грою Blizzard, виданою для мобільних платформ стала Hearthstone. 2015 рік став одним з найнасиченіших на події, коли стало відомо про завершення трилогії Starcraft II, анонсовано доповнення World of Warcraft: Legion, яке повинно показати важливу віху розвитку всесвіту Warcraft, та випущено ігри Heroes of the Storm і Overwatch.
У вересні 2016 року від Blizzard відділилася група її ключових співробітників на чолі з Робом Пардо, творцем Warcraft, Diablo і StarCraft. Нею було засновано власну студію Bonfire. Також Blizzard покинув Кріс Метцен, дизайнер і віце-президент з сюжетного вмісту і розвитку франшиз, що працював там від 1994 року. Своє рішення він пояснив бажанням присвятити подальше життя сім'ї. Взимку того ж року, 8 грудня, стало відомо про заснування книжкового видавництва Blizzard Publishing. Воно випускає перевидання старих, і нові паперові, електронні й аудіокниги.
Наступного року, 3 квітня 2017, Blizzard відкрили свій перший кіберспортивний стадіон «Blizzard eStadium». Він розташувався в Тайбеї та розрахований на 500 глядачів. «Blizzard eStadium» призначений для турнірів з ігор Blizzard.
Наприкінці 2010-х у Blizzard відбулися суттєві зміни в керівництві. Майкл Морхейм 3 жовтня 2018 анонсував, що покине посади президента та генерального директора компанії, лишившись радником. Формально він залишив компанію 7 квітня 2019 року. Замінив його Аллен Брек, виконавчий продюсер World of Warcraft. Невдовзі, 19 липня 2019, Френк Пірс також повідомив про звільнення, і так само лишився радником. Майкл Чу, сценарист Diablo, Warcraft і Overwatch, анонсував свій відхід у березні 2020. 22 березня 2021 Activision передала студію Vicarious Visions до складу Blizzard Entertainment.
Початок 2020-х позначився низкою скандалів, пов'язаних з порушеннями умов праці. Так, у серпні 2020 група співробітників Blizzard анонімно повідомила, що їм регулярно недоплачують. З 2018 року багато працівників покинули компанію чи були звільнені, загалом близько 800 осіб. Боббі Котік, головний виконавчий директор Activision Blizzard, при цьому в 2019 році прозвітував про рекордні прибутки. Випущений у 2020 році ремастер гри Warcraft III зазнав загальної критики за низьку якісь виконання та став найнижче оціненою грою на Metacritic. У липні 2021 було оприлюднено відомості, що в Activision Blizzard працівниці систематично зазнавали непристойних пропозицій, грубого, сексистського ставлення з боку чоловіків, що врешті стало причиною самогубства однієї з працівниць. Керівник відділу кадрів, Джессі Мещук, покинув компанію. Аллен Брек після цього оголосив на початку серпня, що покидає Blizzard «шукати нові можливості». Його замінили Джен Оніл, співкерівниця Blizzard і керівниця Vicarious Visions, і Майк Ібарра, виконавчий віце-президент Blizzard. Креативного директора Алекса Афрасіабі, головного фігуранта справи, змістили з посади, а згадки про нього в продуктах Blizzard видалили.
У січні 2022 року Microsoft оголосила про плани придбати компанію Activision Blizzard за $68,7 млрд. Майк Ібарра прокоментував цю зміну словами, що компанія Blizzard тепер націлена «відновити вашу довіру». Згодом Microsoft скористалася можливістю стати однією з найбільших компаній, які займаються відеоіграми, і оголосила про намір придбати Activision Blizzard та її дочірні компанії, включаючи Blizzard, за 68,7 млрд доларів у січні 2022 року. Угода була закрита 13 жовтня 2023 року, і Activision Blizzard перейшла до підрозділу Microsoft Gaming. Blizzard перед цим у червні 2022 року придбала студію Proletariat, розробницю Spellbreak, для підтримки World of Warcraft.
За 2023 рік Blizzard видала Overwatch 2, Diablo IV, а під час BlizzCon 2023 відбувся вихід мобільної стратегії Warcraft Rumble.

## Проєкти компанії

### Власні ігри
| Назва                                     | Рік  | Платформа                                                                                                 | Жанр                                                  |
| ----------------------------------------- | ---- | --- | ----------------------------------------------------- |
| RPM Racing                                | 1991 | Super NES                                                                                                 | Автосимулятор                                         |
| The Lost Vikings                          | 1993 | Amiga, Amiga CD32, MS-DOS, Genesis, Super NES; Windows, OS X (у складі збірки Blizzard Arcade Collection) | Платформер                                            |
| Rock n' Roll Racing                       | 1993 | Super NES, Genesis; Windows, OS X (у складі збірки Blizzard Arcade Collection)                            | Автосимулятор                                         |
| Blackthorne                               | 1994 | Super NES, MS-DOS, Mac OS Classic, Sega 32X; Windows, OS X (у складі збірки Blizzard Arcade Collection)   | Платформер                                            |
| The Death and Return of Superman          | 1994 | Super NES, Genesis                                                                                        | Екшн                                                  |
| Warcraft: Orcs & Humans                   | 1994 | MS-DOS, Mac OS Classic                                                                                    | Стратегія в реальному часі                            |
| Justice League Task Force                 | 1995 | Super NES                                                                                                 | Файтинг                                               |
| Warcraft II: Tides of Darkness            | 1995 | MS-DOS, Windows, Sega Saturn                                                                              | Стратегія в реальному часі                            |
| Warcraft II: Beyond the Dark Portal       | 1996 | MS-DOS, Windows, Sega Saturn                                                                              | Доповнення                                            |
| Diablo                                    | 1996 | Windows, Mac OS Classic, PlayStation                                                                      | Action RPG                                            |
| The Lost Vikings 2                        | 1997 | Super NES                                                                                                 | Платформер                                            |
| StarCraft                                 | 1998 | Windows, Mac OS Classic, Nintendo 64                                                                      | Стратегія в реальному часі                            |
| StarCraft: Brood War                      | 1998 | Windows, Mac OS Classic                                                                                   | Доповнення                                            |
| Warcraft II: Battle.net Edition           | 1999 | Windows, Mac OS Classic                                                                                   | Стратегія в реальному часі                            |
| Diablo II                                 | 2000 | Windows, Mac OS Classic, OS X                                                                             | Action RPG                                            |
| Diablo II: Lord of Destruction            | 2001 | Windows, Mac OS Classic, OS X                                                                             | Доповнення                                            |
| Warcraft III: Reign of Chaos              | 2002 | Windows, Mac OS Classic, OS X                                                                             | Стратегія в реальному часі                            |
| Warcraft III: The Frozen Throne           | 2003 | Windows, Mac OS Classic, OS X                                                                             | Доповнення                                            |
| World of Warcraft                         | 2004 | Windows, OS X                                                                                             | MMORPG                                                |
| World of Warcraft: The Burning Crusade    | 2007 | Windows, OS X                                                                                             | Доповнення                                            |
| World of Warcraft: Wrath of the Lich King | 2008 | Windows, OS X                                                                                             | Доповнення                                            |
| StarCraft II: Wings of Liberty            | 2010 | Windows, OS X                                                                                             | Стратегія в реальному часі                            |
| World of Warcraft: Cataclysm              | 2010 | Windows, OS X                                                                                             | Доповнення                                            |
| Diablo III                                | 2012 | Windows, OS X, PlayStation 3, Xbox 360, PlayStation 4, Xbox One                                           | Action RPG                                            |
| World of Warcraft: Mists of Pandaria      | 2012 | Windows, OS X                                                                                             | Доповнення                                            |
| StarCraft II: Heart of the Swarm          | 2013 | Windows, OS X                                                                                             | Доповнення                                            |
| Hearthstone                               | 2014 | Windows, OS X, iOS, Android                                                                               | Колекційна карткова онлайн-гра                        |
| Diablo III: Reaper of Souls               | 2014 | Windows, OS X, PlayStation 3, Xbox 360, PlayStation 4, Xbox One                                           | Доповнення                                            |
| World of Warcraft: Warlords of Draenor    | 2014 | Windows, OS X                                                                                             | Доповнення                                            |
| Heroes of the Storm                       | 2015 | Windows, OS X                                                                                             | MOBA                                                  |
| StarCraft II: Legacy of the Void          | 2015 | Windows, OS X                                                                                             | Доповнення                                            |
| Overwatch                                 | 2016 | Windows, PlayStation 4, Xbox One                                                                          | Багатокористувацький шутер від першої особи           |
| World of Warcraft: Legion                 | 2016 | Windows, OS X                                                                                             | Доповнення                                            |
| StarCraft: Remastered                     | 2017 | Windows, OS X                                                                                             | Стратегія в реальному часі (перевидання StarCraft)    |
| Diablo III: Rise of the Necromancer       | 2017 | Windows, OS X, PlayStation 4, Xbox One                                                                    | Доповнення                                            |
| World of Warcraft: Battle for Azeroth     | 2018 | Windows, OS X                                                                                             | Доповнення                                            |
| Warcraft III: Reforged                    | 2020 | Windows, OS X                                                                                             | Стратегія в реальному часі (перевидання Warcraft III) |
| World of Warcraft: Shadowlands            | 2020 | Windows, OS X                                                                                             | Доповнення                                            |
| Diablo II: Resurrected                    | 2021 | Windows, Nintendo Switch, PlayStation 4, PlayStation 5, Xbox One, Xbox Series                             | Action RPG                                            |
| Diablo: Immortal                          | 2022 | iOS, Android, IPadOS                                                                                      | Багатокористувацький рольовий екшн                    |
| Overwatch 2                               | 2023 | Windows, PlayStation 4, Xbox One, Nintendo Switch                                                         | Багатокористувацький шутер від першої особи           |
| Diablo IV                                 | 2023 | Windows, PlayStation 4, PlayStation 5, Xbox One, Xbox Series                                              | Action RPG                                            |
| Warcraft Rumble                           | 2023 | Android, iOS                                                                                              | Мобільна стратегія                                    |

### Порти
Ці ігри були перенесені Blizzard на відповідні порти (платформи), за часів Silicon & Synapse.
| Назва                                          | Рік  | Платформа                  | Жанр                 |
| ---------------------------------------------- | ---- | -------------------------- | -------------------- |
| Battle Chess                                   | 1992 | Windows 3.x і Commodore 64 | Шахи                 |
| Battle Chess II: Chinese Chess                 | 1992 | Amiga                      | Шахи                 |
| J.R.R. Tolkien's The Lord of the Rings, Vol. I | 1992 | Amiga                      | Рольова відеогра     |
| Castles                                        | 1992 | Amiga                      | Стратегічна відеогра |
| MicroLeague Baseball                           | 1984 | Amiga                      | Спортивна відеогра   |
| Lexi-Cross                                     | 1992 | Macintosh                  | Головоломка          |
| Dvorak on Typing                               | 1992 | Macintosh                  | Навчальна гра        |
| Shanghai II: Dragon's Eye                      | 1994 | Windows 3.x                | Пасьянс маджонг      |

### Скасовані ігри
| Назва                                  | Рік скасування | Жанр                       |
| -------------------------------------- | -------------- | -------------------------- |
| Warcraft Adventures: Lord of the Clans | 1998           | пригодницька відеогра      |
| Shattered Nations                      | до 1998        | стратегія в реальному часі |
| StarCraft: Ghost                       | 2005           | стелс-екшн                 |
| Titan                                  | 2014           | MMO                        |

### Основні франшизи
На 2021 рік Blizzard має п'ять основних франшиз: Warcraft, Diablo, Hearthstone, StarCraft і Overwatch. Кожна франшиза підтримується супутніми товарами, заснованими на інтелектуальній власності, такими як романи, колекційні карткові ігри, комікси та відеоролики. Серія Warcraft у червні 2016 року отримала повнометражний фільм, режисером якого став Данкан Джонс.

## Технології

### Warden-клієнт
Blizzard використовує спеціальне програмне забезпечення, відоме як «Warden-клієнт». Warden сканує невелику частину сегмента коду запущених процесів, щоб визначити, чи працюють будь-які сторонні програми. Ця діяльність спрямована на виявлення шахрайства з боку гравців, які можуть намагатися запускати сторонні програми в грі. Визначення цих сторонніх програм виконується шляхом хешування відсканованих рядків і порівняння хешованного значення зі списком хешів, імовірно забороненими програмами третіх сторін. Warden-клієнт використовується з онлайн-іграми Blizzard, і в умовах обслуговування міститься пропозиція про згоду на сканування операційної пам'яті комп'ютера під час гри Blizzard.
Надійність Warden-клієнта була поставлена під сумнів, коли клієнт заборонив багатьом користувачам Linux заходити в ігри Blizard після того, як оновлення Warden викликало неправильне опізнання програми Cedega як чит-програми. Оскільки Warden клієнт сканує всі процеси, запущені на комп'ютері, а не тільки саму гру, імовірно, що він виявить конфіденційну інформацією. Саме через ці периферійні сканування Warden-клієнт іноді розцінюється як шпигунське ПЗ.

### Battle.net
Сервіс Battle.net дозволяє завантажувати цифрові копії придбаних ігор та отримувати їх оновлення. Запущений у 1996 році, він став першим онлайн ігровим сервісом, вбудованим безпосередньо в ігри. Оновлена версія Battle.net 2.0 — це також платформа для спілкування між гравцями в усіх іграх Blizzard, яка пропонує безліч додаткових функцій. Гравці можуть відстежувати досягнення друзів, переглядати історію матчів, налаштовувати своє представлення в іграх. Сервіс дозволяє користувачам спілкуватися одночасно з гравцями з інших ігор Blizzard. Наприклад, гравцям більше не потрібно створювати кілька імен користувачів або облікових записів Blizzard. Щоб дозволити обмін даними між гравцями, їм необхідно стати друзями через псевдоніми, відомі як Battletag або Real ID.

### Real ID
Значний відгук користувачів на форумах Blizzard отримало повідомлення 6 липня 2010 року, коли Blizzard оголосила, що змінює спосіб роботи своїх форумів, вимагаючи, щоб користувачі ідентифікували себе з їх справжнім ім'ям, так званим Real ID. Один із співробітників Blizzard показово дав своє справжнє ім'я «щоб показати, що це не є великою проблемою». Незабаром після розкриття свого справжнього імені користувачі форуму відшукали і розмістили його особисту інформацію в інтернеті, включаючи номер телефону, фотографію, вік і домашню адресу.
Деякі ЗМІ заявили, що відображення справжніх імен через Real ID принесе користь як Battle.net, так і спільноті Blizzard. Але інші були стурбовані тим, що Blizzard підштовхне своїх шанувальників до переслідування, домагання і проблем із працевлаштуванням, оскільки простий пошук роботодавця в Інтернеті зможе розкрити діяльність гравця. Відповіддю Blizzard стало запевнення, що батьки зможуть налаштувати систему, щоб неповнолітні не могли публікувати повідомлення, і що публікація на форумах необов'язкова. Однак через величезну кількість негативної критики президент Blizzard Майкл Морхейм опублікував заяву, яка скасовує план використання справжніх імен на форумах Blizzard взагалі. Відтоді Real ID використовується тільки між друзями і за згодою власника.